# Jakub Ozimek
Jakub Ozimek (ur. 19 września 1997) – polski judoka.
Zawodnik klubów: UKJ Arcus Warszawa (2010-2011), KS AZS-AWF Warszawa (od 2012). Trzykrotny złoty medalista zawodów pucharu Europy juniorów (Kowno 2015, Lignano 2016, Lignano 2017) oraz pięciokrotny brązowy medalista (Wrocław 2015, Praga 2015, Gdynia 2016, Gdynia 2017, Berlin 2017). Dwukrotny brązowy medalista mistrzostw Polski seniorów (2016, 2017) w kategorii do 90 kg. Ponadto m.in. dwukrotny mistrz Polski juniorów (2016, 2017). Dwukrotny uczestnik mistrzostw Europy juniorów (2015, 2016 - 5 miejsce).